# Lady Bird Johnsonová
Claudia „Lady Bird“ Alta Taylorová Johnsonová (22. prosince 1912, Karnack, Texas – 11. července 2007, West Lake Hills, Texas) byla manželkou 36. prezidenta USA Lyndona B. Johnsona, v letech 1963–1969 vykonávala funkci první dámy USA.
Narodila se v zámožné rodině T. J. Taylora a jeho ženy Minnie. Na University of Texas at Austin vystudovala historii a žurnalistiku.
V listopadu 1934 si vzala Lyndona Johnsona v San Antoniu. Pomáhala manželovi při jeho politickém vzestupu a finančně podporovala jeho předvolební kampaň. V roce 1941 byl Johnson vyslán do Tichomoří na kontrolu vojenských základen USA, Lady Bird vykonávala manželovu poslaneckou agendu. Manželé Johnsonovi měli dvě dcery: Lyndu Bird Johnsonovou (* 1944) a Luci Bainesovou Johnsonovou (* 1947).
V roce 1961 se stal Johnson viceprezidentem, Lady Bird se angažovala v prezidentské kampani místo těhotné Jackie Kennedyové, snažila se navazovat přímý kontakt s voliči. Pro znovuzvolení svého manžela prezidentem v roce 1964 uspořádala vlastní volební kampaň, kterou představoval vlak jedoucí po jižních státech USA („Lady Bird Special“). Nevyjadřovala se k válce ve Vietnamu, potlačovala diskuze o ukončení této války. Angažovala se v ochraně životního prostředí a přírody. Zasazovala se o zeleň podél silnic a dálnic a úpravu černošských ghett ve Washingtonu. Dokázala v Americe probudit ekologické myšlení.
Podobným aktivitám se věnovala i po odchodu z Bílého domu. Byla velmi populární, dále se zasazovala o práva Afroameričanů.
Vytvořila z funkce první dámy důležitý veřejný úřad.